# Sword Beach
Sword Beach bylo kódové označení pro pláž, na které se 6. června vylodily britské jednotky jako součást Operace Overlord. Sword byla nejvýchodnější pláží, 8 kilometrů široký úsek od Saint-Aubin-sur-Mer na západě po ústí řeky Orne na východě. Oblast byla poseta chatami a turistickými lokacemi za pobřežní hrází, ležela také nedaleko města Caen. Všechny silnice této oblasti směřovaly do Caen, což bylo klíčové město pro obě bojující strany, co se týče zásobování a strategického významu.
Němci se opevnili v této oblasti relativně lehkou obranou skládající se z pobřežních překážek a opevněných pozic v písečných dunách. Hlavní obranou ale byla baterie houfnic umístěných u Merville, zhruba 8 kilometrů východně za řekou Orne, a 155mm děly asi 30 km dále na východ u Le Havre. Několik kilometrů ve vnitrozemí byla baterie 88mm děl schopných podporovat palbu kulometů a minometů umístěných v dunách. Byly zde také protitankové příkopy a překážky, miny a velké betonové zdi blokující ulice měst. Oblast bránily jednotky německé 716. divize, 736. a 125. prapor, spolu s jednotkami 21. tankové divize. Východně za řekou Dives byla 711. divize.
Pláž Sword byla přidělena britské 2. armádě pod velením generála Milese Dempseyho, rozdělena na 4 sektory (od západu na východ) Oboe, Peter, Queen a Roger. Útok byl zahájen v 7:25 jednotkami 3. pěší divize spolu s britskými a francouzskými oddíly commandos. Části jiholancashirského regimentu útočily napravo v sektoru Peter, ve středu – sektoru Queen útočil suffolkský regiment a východoyorkshirský regiment útočil v sektoru Roger nalevo. Cílem útoku bylo obsadit Caen a nedaleké letiště Carpiquet. Oddíly Commandos měly za úkol obsadit mosty přes řeku Ornu a Caenský kanál zhruba 5 kilometrů ve vnitrozemí. Měly se spojit s příslušníky 6. výsadkové divize, která obsadila mosty během kluzákového výsadku krátce po půlnoci.
Přistávající jednotky byly vítány nepříliš prudkou palbou. Byly schopné účinně potlačit hnízda odporu a v 8:00 byly již téměř ve vnitrozemí. V 13:00 dosáhly jednotky Commandos nejdůležitějšího cíle, spojily se s výsadkáři majora Johna Howarda, kteří drželi mosty Pegasus a Horsa přes řeku Ornu. Na západní straně se Britové nedokázali spojit s Kanaďany z pláže Juno, a v 16:00 obrněné jednotky německé 21. tankové divize zahájily protiútok. Německý 192. prapor pancéřových granátníků dosáhl pláže v 20:00, ale 98 tanků bylo zastaveno protitankovými zbraněmi, leteckými útoky a spojeneckými tanky. Německý protiútok byl zastaven.
Do konce dne vylodili Britové celkem 29 000 mužů a ztratili 630 mužů. Německé ztráty byly výrazně vyšší, mnoho německých vojáků bylo zajato. Nepodařilo se dosáhnout velmi optimistického cíle, ani Caen, ani letiště v Carpiquet nebylo 6. června dobyto.